# Quebrada de la vaca

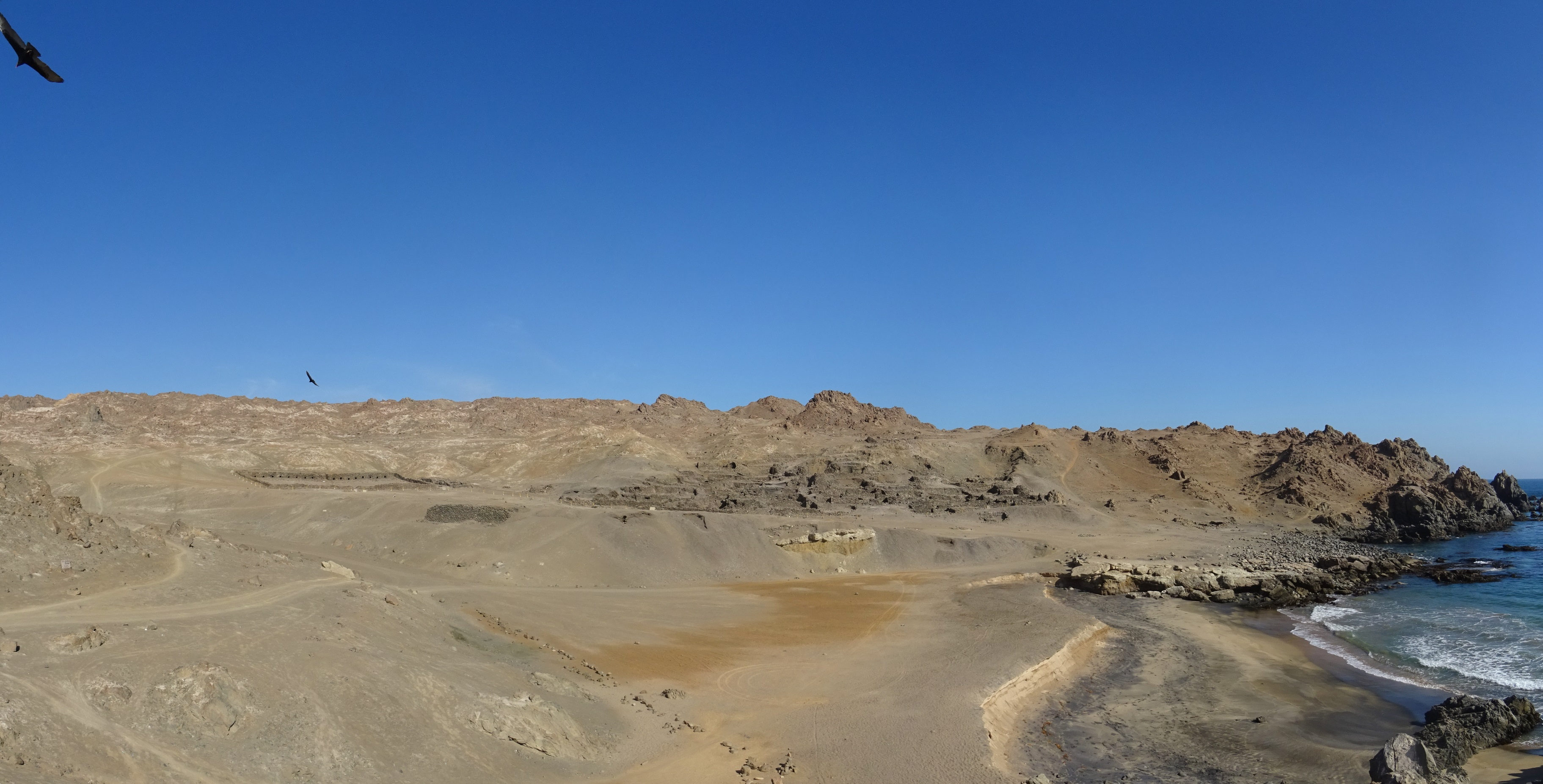
Panorama von der Zufahrt im Westen aus

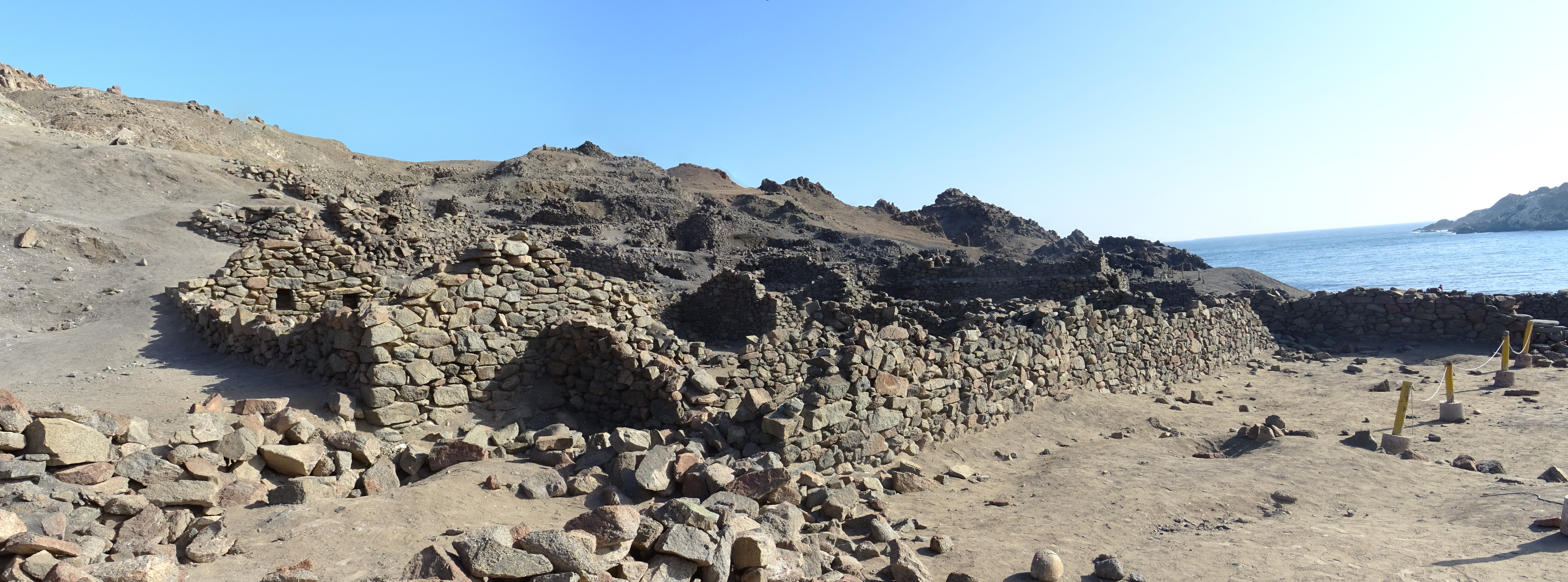
Häuserruinen

Quebrada de la vaca (offizielle Bezeichnung, nach dem Trockental, in dem die Anlage sich befindet) umgangssprachlich auch Puerto Inca, ist ein archäologischer Fundplatz in der Nähe der Stadt Chala in der  Region Arequipa in Peru. Die Anlage ist über einen unbefestigten Fahrweg von der Panamericana aus über die Hotelanlage Puerto Inka erreichbar.
Zu Zeiten der Inkakultur wurden in dem ausgedehnten Komplex Fisch, Meeresfrüchte und Algen getrocknet, gelagert und über das gut ausgebaute Wegesystem der Inka in die Hauptstadt Cuzco und andere Orte transportiert.
Auf dem teilweise terrassierten Hügelgelände sind neben Außenmauern eines Produktionsgebäudes zahlreiche mit Stein ausgemauerte Lagergruben (Colca) erhalten. Daneben sind Außenmauern von Lager- oder Wohnhäusern und Grundmauern weiterer nicht ausgegrabener Bauwerke zu sehen.
Es wurden Siedlungsreste aus mindestens drei Perioden nachgewiesen, von denen die ältesten etwa 4000 Jahre alt sind und damit in die präkeramische Epoche weit vor der Inkakultur datiert sind.